# リチャード・ボイル (技術者)
リチャード・ヴィカーズ・ボイル（Richard Vicars Boyle, 1822年3月14日 - 1908年1月3日）は、アイルランド生まれのイギリスの土木技術者。主に鉄道建設の分野で活動した。インドに滞在した時期にインド大反乱に遭遇し、その鎮圧に協力。お雇い外国人として日本にも滞在した。

## 生涯

### アイルランドからスペイン
1822年3月14日、ダブリンのヴィカーズ・アームストロング・ボイル（Vicars Armstrong Boyle）の三男として同市に生まれた。ヴィカーズ・ボイルは17世紀に北アイルランドに移住したエアシャー州ケルバーンのボイル家分家筋の末裔である。母は同市デヴィッド・コートニー (David Courtney) の長女ソフィア (Sophia) 。私立学校を卒業し、三角法によるアイルランドの測量に2年間従事した後、チャールズ・ブラッカー・ヴィグノルズに師事した。契約満了後、アイルランドの鉄道敷設に携わった。当初はウィリアム・ダーガンの助手として、ベルファスト・アーマー線、ダブリン・ドロヘダ線に投入された。1845年、ジョン・ベンジャミン・マクニール卿の下で、グレート・サザン鉄道、グレート・ノーザン鉄道の調査及び一部敷設を行い、1846年から1847年にかけてロングフォード・スライゴ線の主任技術者に就任した。1852年秋、ジョージ・ウィラビー・ヘマンズ（George Willoughby Hemans、女流詩人の息子）の主任助手としてスペインで鉄道、水道の敷設に当たった。

### インドでの活動
1853年、東インド鉄道の県技術者に任命された。当初パトナに駐在し、そこからアラー、シャハーバード に派遣された。インド大反乱勃発の際に名誉ある活躍を果たす。1857年7月末になる頃、アラーから約40km離れたダナプールの宿営地にいた地元兵が反乱を起こし脱走すると、ボイルは自宅と同じ敷地にあった2階建1.5坪の一軒家を要塞化し、反乱に堪えるため食糧を供給した。7月26日には、ヨーロッパ人16名、シク教徒約5名がここに避難したが、翌朝反乱軍がソン川を渡りアラーを占拠し、家も包囲された。しかし、シク教徒等の勇気と忠誠に支えられ、住民等は8月2日まで約3000人を相手に家を守り切ることに成功し、同日ブクサールからヴィンセント・エア少佐率いる援軍が接近すると、反乱軍は撤退し、家は包囲から解放された。その結果、ボイルはエア軍の佐官に任命され、通信や橋の復旧に従事することとなった。数日後、馬に蹴られ仕事を行えなくなる。一応の快復を見ると、コルカタに召喚されたが、蒸気船リバーバード号でガンジス川を下る途中、シュンドルボンで座礁した。療養のためペナン、シンガポールへ船旅に出た後、1858年初頭にアラーに戻った。かかる働きに対し、暴動勲章とアラー近くの土地を与えられた。1868年、インド鉄道会社を離れ、インド公共事業局 の一級技官になるが、間もなく個人的事情によりイングランドに呼び戻された。1869年、インドの星勲章を叙勲された。
この間、1854年1月10日にイギリス土木学会の準会員、1860年2月14日に正規会員となった。

### 日本時代
1872年から1877年までは、日本の官設鉄道の建築師長（エドモンド・モレルの後任）として日本に滞在した。イギリス人助手等と共に日本に広大な鉄道システムを築き上げ、110km余りの鉄道網を完成、運行可能な状態にした。ボイルは政府の命で東西両京を結ぶ幹線としての中山道幹線の調査をおこない、中山道への敷設を前提とした報告を提出している。
1874年には、イギリス電気学会に加入した。
離日後の1882年、イギリス土木学会に日本の六郷川橋梁に関して論文を発表している（Proc. Inst. C.E. lxviii. 216）。

### 晩年
1877年、職業上の業務から引退すると、直ちに多くの日々を旅行で過ごすようになった。1908年1月3日、ハイドパークスタンホープテラス (Stanhope Terrace) 3番地で死去、ケンサルグリーンに葬られた。1853年、ディエップのW・ハック (W. Hack)の娘エレノール・アンヌ (Eleonore Anne) と結婚し、1人息子を儲けるも夭逝している。